# Linea 9 (metropolitana di Parigi)
La linea 9 della metropolitana di Parigi è una delle 16 linee di metro che servono Parigi, in Francia. La linea collega Pont de Sèvres (Boulogne-Billancourt) a ovest con Montreuil a est. È la quarta linea (per passeggeri per anno) più utilizzata della rete.
Secondo le mappe RATP, la linea 9 interscambia con tutte le linee, tranne una (la 12) delle 13 principali linee di metropolitana (non comprese 3 bis e 7 bis). Vi è, tuttavia, anche una connessione alla linea 12 attraverso il passaggio sotterraneo dalla stazione Saint-Augustin a Saint-Lazare. Questo collegamento non è molto utile in normali condizioni di funzionamento e di conseguenza non è pubblicizzato.
Nei primi mesi del 2006, è stato annunciato che la linea 9 e altre due linee avrebbero ricevuto il nuovo materiale rotabile. Questi nuovi treni sono stati introdotti alla fine del 2007.

## Cronologia
- 8 novembre 1922: la prima sezione della linea 9 è stata aperta tra Exelmans e Trocadéro nel 16º arrondissement di Parigi.
- 27 maggio 1923: la linea è stata prolungata da Trocadero a Saint Augustin.
- 3 giugno 1923: la linea è stata prolungata da Saint Augustin a Chaussée d'Antin.
- 29 settembre 1923: la linea è stata prolungata a sud da Exelmans a Porte de St-Cloud.
- 30 giugno 1928: la linea è stata prolungata da Chaussée d'Antin a Richelieu-Drouot.
- 10 dicembre 1933: la linea è stata prolungata da Richelieu-Drouot a Porte de Montreuil.
- 3 febbraio 1934: la linea è stata prolungata da Porte de St-Cloud a Pont de Sèvres.
- 14 ottobre 1937: la linea è stata prolungata da Porte de Montreuil a Mairie de Montreuil.
- 2 settembre 1939: allo scoppio della seconda guerra mondiale, il servizio di Saint-Martin terminò. A differenza della maggior parte delle altre stazioni, tuttavia, Saint-Martin non riaprì mai.

## Stazioni che hanno cambiato nome
- 6 ottobre 1942: Rond-Point des Champs-Elysées viene rinominato Marbeuf - Rond-Point des Champs-Elysées.
- 30 ottobre 1946: Marbeuf - Rond-Point des Champs-Elysées viene rinominato Franklin D. Roosevelt.
- 1989: Chaussée d'Antin viene rinominato Chaussée d'Antin - La Fayette.
- settembre 1998: Rue Montmartre viene rinominato Grands Boulevards e Rue des Boulets - Rue de Montreuil rinominato Rue des Boulets.

## Futuro
Un prolungamento di due stazioni a Montreuil Murs-à-Pêches potrebbe essere costruito in futuro.

## Turismo
La linea 9 passa vicino a diversi luoghi di interesse:
- lo stadio di calcio "Parc des Princes" (casa della squadra di calcio Paris Saint-Germain)
- la place du Trocadéro che offre una vista sulla Torre Eiffel
- l'Avenue des Champs-Élysées
- Place Saint-Augustin
- Place de la République
- Place de la Nation